# Dendropsophus stingi
Espèce
Synonymes
- Hyla stingi Kaplan, 1994

Statut de conservation UICN

 LC  : Préoccupation mineure
Dendropsophus stingi est une espèce d'amphibiens de la famille des Hylidae.

## Répartition
Cette espèce est endémique du département de Boyacá en Colombie. Elle se rencontre entre 2 000 et 2 020 m d'altitude sur le versant oriental de la Cordillère orientale,.

## Étymologie
Cette espèce est nommée en l'honneur de Sting, en reconnaissance envers le chanteur pour son travail en faveur de la protection de la forêt humide.

## Publication originale
- Kaplan, 1994 : A New Species of Frog of the Genus Hyla from the Cordillera Oriental in Northern Colombia with Comments on the Taxonomy of Hyla minuta. Journal of Herpetology, vol. 28, no 1, p. 79-87.